# Long Lake (New York)
Pour les articles homonymes, voir Long Lake.
Long Lake est une ville située dans le comté de Hamilton, dans l'État de New York, aux États-Unis,. En 2010, elle comptait une population de 711 habitants.

## Démographie
Lors du recensement de 2010, la ville comptait une population de 711 habitants. Elle est estimée, en 2016, à 667 habitants.